# Jean-Louis Martinelli
Jean-Louis Martinelli (* 3. September 1951 in Rodez) ist ein französischer Regisseur und Theaterleiter.

## Leben
Martinelli erwarb sein Ingenieurdiplom an der École des Arts et des Métiers de Lyon. Noch als Student inszenierte er bereits 1975 selbstständig. 1977 gründete er in Lyon seine eigene Schauspieltruppe namens Compagnie du Théâtre du Réfectoire.
Er entwickelte ein umfangreiches Repertoire ohne besondere Schwerpunkte, wobei er sich vor allem um die Förderung junger Bühnenautoren annahm. 1987 wurde Martinelli Direktor des Théâtre de Lyon und  im Dezember 1993 Direktor des Théâtre national de Strasbourg. Auch hier zeigte er sich als vielseitiger Regisseur, unter anderem mit zwei Stücken von Rainer Werner Fassbinder (1995) und der Inszenierung von Heiner Müllers Germania 3 (1997). Im Juli 1998 eröffnete er das Festival von Avignon mit einer eigenen Fassung des Hölderlin-Textes Ödipus der Tyrann. Von 2011 bis 2014 war Martinelli Generalintendant des Théâtre des Amandiers in Nanterre.